# شهرستان خاسینسکی
شهرستان خاسینسکی (به لاتین: Khasynsky District) یک شهرستان در روسیه است که در استان ماگادان واقع شده‌است.